# Češpljev zavijač
Češpljev zavijač (znanstveno ime Grapholita funebrana) je metulj iz družine listnih zavijačev, ki velja za škodljivca sadnega drevja.

## Opis
Odrasel metulj ima premer kril med 10 in 15 mm. V Sloveniji se pojavlja v dveh generacijah. Prva generacija se pojavi v maju in v začetku junija in povzroča junijsko črvivost češpelj, ki ni pretirano nevarna. Ličinke tega rodu zapustijo krošnjo s predčasno odpadlimi plodovi, večina pa se jih nato zabubi na deblu ob koreninskem vratu. Iz bub izleti bolj nevaren drugi rod, ki se pojavlja sredine julija do konca avgusta. Ličinke tega rodu se hranijo na bolj zrelih plodovih in lahko povzročijo veliko škode v sadovnjakih, če se jih ne zatira.
Ličinke se hranijo v plodovih slive, črnega trna in v plodovih ostalih vrst iz rodu Prunus. 